# Górak rudogardły
Górak rudogardły (Tetraophasis obscurus) − gatunek ptaka z rodziny kurowatych (Phasianidae).

## Systematyka
Nie wyróżnia się podgatunków. Blisko spokrewniony z górakiem płowogardłym, dawniej niekiedy uznawano je za ten sam gatunek.

## Wygląd
Długość: około 47 cm. Od podobnego góraka płowogardłego różni się rdzawą plamą na podgardlu i przodzie szyi oraz bardziej brunatnym kuprem i pokrywami nadogonowymi. Samica podobna do samca, ma jasno nakrapiane lotki i pokrywy drugorzędowe.

## Występowanie
Zachodnie Chiny – północno-wschodni Tybet (prowincje Qinghai, Gansu i Syczuan). Zamieszkuje wyższe partie górskich lasów iglastych, zarośla rododendronów, górskie łąki i skaliste zbocza.

## Status
Międzynarodowa Unia Ochrony Przyrody (IUCN) od 2000 roku uznaje góraka rdzawogardłego za gatunek najmniejszej troski (LC – least concern); wcześniej (od 1988 roku) miał on status „bliski zagrożenia” (NT – near threatened). Liczebność populacji nie została oszacowana, w 1994 roku ptak opisywany był jako dość pospolity. Trend liczebności populacji jest spadkowy.